# 育達科技大學

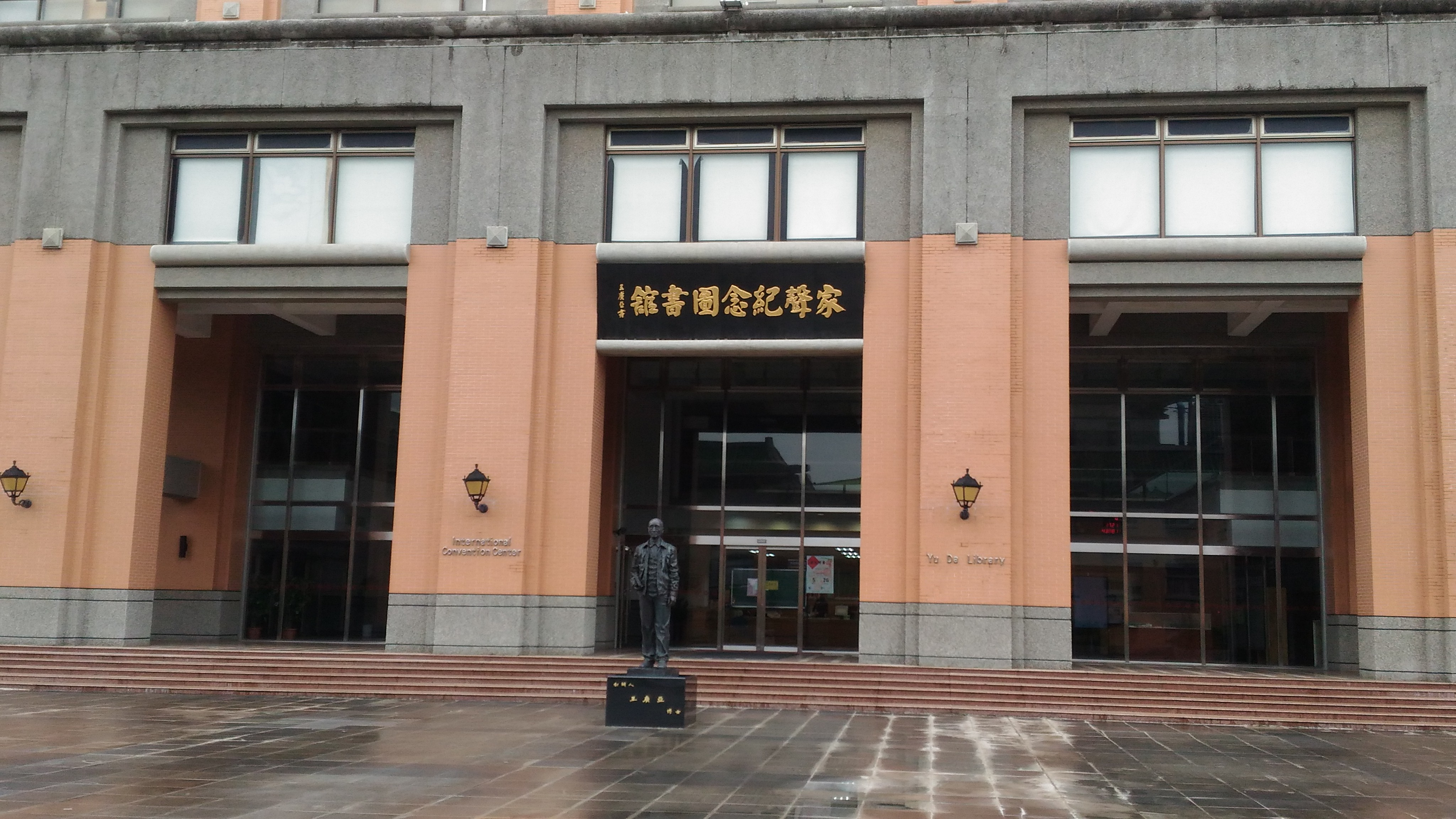
育達科技大學圖書館外觀

廣亞學校財團法人育達科技大學（英語：Yu Da University of Science and Technology），是一所位於臺灣苗栗縣造橋鄉的私立科技大學。原名為「育達商業技術學院」，創辦人為王廣亞，該校含有科技創新學院、觀光餐旅學院及人文社會學院三大學院。

育達科技大學校園一景

## 校史
- 1991年：選定苗栗縣造橋鄉為建校基地。
- 1996年：獲准成立董事會，展開籌設工作。
- 1997年：申請將原籌設之『私立育達商業家政專科學校』改為『育達商業技術學院』。9月18日獲教育部『新設院校暨分部設立審議會議』通過，同意改籌設為四年制之『育達商業技術學院』。
- 1999年8月：育達商業技術學院正式立案，同年9月辦理招生，設有財務金融系、會計系、資訊管理系、企業管理系、應用英語系。
- 2000年：奉准增設四技日間部行銷與流通管理系、應用經濟系、國際企業系、應用日語系。增設二技日間部。
- 2001年：成立資訊管理系碩士班及企業管理系碩士班。
- 2002年：增設四技日間部應用中文系、財經法律系、休閒事業管理系、幼兒保育系。
- 2003年：增設二技進修部企業管理系、二技在職專班行銷與流通管理系。
- 2006年：增設四技日間部休閒運動管理系及多媒體與遊戲發展科學系。
- 2008年：增設行銷與流通管理系碩士班。全面停招二技日間部。四技日間部多媒體與遊戲發展科學系分組為視覺創意組與遊戲設計組。
- 2009年：8月1日起改名育達商業科技大學，設有「經營管理學院」、「財經學院」、「人文社會學院」。增設休閒事業管理系碩士班。
- 2010年：應用經濟系改名經營決策系。會計系改名會計與資訊科技系、國際企業系改名國際企業管理與大陸經貿系。
- 2011年：增設四技日間部餐旅經營系、時尚造型設計系及健康照顧社會工作系。財務金融系及會計與資訊科技系合併為財務資訊與金融系；國際企業管理與大陸經貿系、經營決策系合併為國際商務系。多媒體與遊戲發展科學系遊戲設計組改名多媒體與遊戲發展科學系遊戲開發組；應用中文系改名華文傳播與創意系。
- 2013年：8月1日，改名廣亞學校財團法人育達科技大學。時尚造型設計系增設整體造型組與流行設計組之分組。原經營管理學院之休閒事業管理系、休閒運動管理系、餐旅經營系、多媒體與遊戲發展科學系，及原人文社會學院時尚造型設計系新組「休閒創意學院」。停招財務資訊與金融系、財經法律系、國際商務系
- 2014年：停招企業管理系、華文傳播與創意系；休閒事業管理系分設休閒餐飲組及觀光旅遊組。
- 2015年：多媒體與遊戲發展科學系改名多媒體與遊戲設計系，並取消視覺創意組，改設視覺設計組。
- 2016年：停招應用英語系。
- 2017年：增設物聯網工程與應用學士學位學程。多媒體與遊戲設計系取消遊戲開發組、視覺設計組之分組。時尚造型設計系取消流行設計組、整體造型組之分組。休閒事業管理系取消休閒餐飲組、觀光旅遊組之分組。
- 2018年：原休閒創意學院之多媒體與遊戲設計系將改至於經營管理學院下；原休閒創意學院改名為觀光餐旅學院、原經營管理學院改名為科技創新學院。增設行銷與流通管理系、時尚造型設計系二技進修部、停招應用日語系、健康照顧社會工作系四技進修部。
- 2019年:停招資訊管理系四技日間部。
- 2020年:休閒事業管理系於109學年度改名觀光休閒管理系，健康照顧社會工作系109學年改為社會工作系。

## 歷任校長
| 任期 | 姓名   | 任職日期 | 離職日期 |
| ---- | ------ | -------- | -------- |
| 1    | 邱英祧 | 1998年   | 2000年   |
| 2    | 林政弘 | 2000年   | 2001年   |
| 3    | 黃聲威 | 2001年   | 2003年   |
| 4    | 鍾任琴 | 2003年   | 2005年   |
| 5    | 劉三錡 | 2005年   | 2008年   |
| 6    | 唐彥博 | 2008年   | 2012年   |
| 7    | 陳建勝 | 2012年   | 2017年   |
| 8    | 黃榮鵬 | 2017年   | 2023年   |
| 9    | 吳菊   | 2023年   | 現任     |

## 教學單位
| 科技創新學院 | 資訊管理系                   | 行銷與流通管理系     |
| 科技創新學院 | 物聯網工程與應用學士學位學程 | 智慧機電工程與應用系 |

| 觀光餐旅學院 | 觀光休閒管理系 | 休閒運動管理系 |
| 觀光餐旅學院 | 餐旅經營系     | 時尚造型設計系 |

| 人文社會學院 | 社會工作系 | 幼兒保育系 |

| 通識教育中心 | 語言中心 | 客家研究中心 |

## 校友
- 林龍：本名林金龍，台灣導遊、旅遊達人（企管系畢業）[2]。

## 兄弟校
- 中華民國
  - 臺北市私立育達高級中等學校
  - 台北點點幼稚園[3]
  - 桃園市育達高級中等學校[4]
- 中华人民共和国
  - 內蒙古經貿外語職業學院[5]
  - 鄭州升達經貿管理學院[6]
  - 北京育達高職
  - 北京育达工商专修学院[7]
  - 河南鞏義成功財經學院(現為鄭州商學院)[8]

## 姐妹學校
- 美国
  - 達拉斯浸信會大學
  - 西北理工大學
  - 北弗吉尼亚大学
- 日本
  - 德島大學[9]
  - 神戶松蔭大學（日语：神戸松蔭女子学院大学短期大学部）[10]
  - 名古屋產業大學（日语：名古屋産業大学）[11]

## 参閲
- 臺灣大專院校退場
- 發展典範科技大學計畫
- 獎勵大學教學卓越計畫

## 歷年日間部師生比及新生註冊率
- 112學年度日間部學生人數1229，專任老師人數76，日間部師生比16.17（學生數/老師數）。

- 110學年度新生註冊率72.06%。
- 111學年度新生註冊率71%。
- 113學年度新生註冊率76.36%。

## 外部連結
- 官方网站
- 育達科技大學的Facebook專頁

1. ↑  .   [2023-01-15]. （原始内容存档于2023-01-01）.
2. ↑  教育部新生(含境外生)註冊率-以「校」統計
 （页面存档备份，存于）